# Партократия
Партократия представляет собой форму правления, при которой основой режима являются не граждане или отдельные политики, а политические партии.
Как утверждал итальянский политолог Мауро Кализе в 1994 году, этот термин часто носит уничижительный характер, подразумевая, что партии обладают слишком большой властью — в том же духе в досовременные времена часто утверждалось, что демократия — это просто правление демоса (малообразованного народа) и что легко ввести в заблуждение толпу, направив её в нужном направлении. Попытки превратить партикратию в более точную научную концепцию пока кажутся лишь частично успешными.

## Обоснование и виды
Партократия имеет тенденцию устанавливаться по мере того, как стоимость предвыборной кампании и влияние СМИ увеличиваются, так что она может быть преобладающей на национальном уровне с большими избирательными округами, но отсутствовать на местном уровне; отдельные видные известные политики на местах даже в таких условиях могут иметь достаточно влияния на общественное мнение, чтобы либо сохранять автономию или даже независимость от своей партии либо оставаться беспартийными.
Конечная партократия — это однопартийное государство, хотя в этом случае правящая партия уже не является истинной партией, поскольку не соперничает с другими партиями. Нередко однопартийность устанавливается законом, в то время как в многопартийных государствах участие в деятельности партий не может быть навязано или предотвращено законом.
В многопартийных режимах степень индивидуальной автономии внутри каждого из партий может варьироваться в соответствии с партийными правилами и традициями, а также в зависимости от того, находится ли партия у власти и действует ли она независимо или в коалиции. Математическая необходимость формирования коалиции, с одной стороны, препятствует тому, чтобы одна партия получила потенциально тотальный контроль над государством, с другой стороны, обеспечивает идеальное оправдание для того, чтобы не нести ответственности перед избирателем за невыполнение партийной программы и предвыборных обещаний.

## Примеры
Примером партократии может служить Мексика, которой более 70 лет (1929—2000 годы) управляла Институционно-революционная партия (ИРП). Некоторые учёные характеризовали ИРП как «государственную партию» или как «идеальную диктатуру».
Примером партократии в Европе может служит Первая Итальянская республика (1946—1994). Почти чистая система пропорционального представительства, при которой избиратели могли голосовать за списки, но не за конкретных кандидатов, позволяла итальянским партиям того времени гарантировать избрание непопулярным, но влиятельным фигурам, которым были бы труднее добиться мандата при мажоритарной системе. Всё это привело не только к политической раздробленности и, следовательно, к нестабильности правительства, но и к изоляции партий от электората и гражданского общества, а следовательно к коррупции и злоупотреблениям. Начиная с 1960-х годов, чрезмерное усиление партий, стремящихся заменить представительные институты, было известно в Италии как partitocrazia. По словам Джорджо Ребуффы, «под риторикой центральности и суверенитета парламента прежде всего была скрыта, замаскирована и невидима для избирателей нетипичная форма партийного правления».